# Micropsephus mniophilinus
Micropsephus mniophilinus är en skalbaggsart som beskrevs av Henry Stephen Gorham 1891. Micropsephus mniophilinus ingår i släktet Micropsephus och familjen svampbaggar. Inga underarter finns listade i Catalogue of Life.